# Frank Rost
Frank Rost (sinh ngày 30 tháng 6 năm 1973) là một cầu thủ bóng đá người Đức đã giải nghệ thi đấu ở vị trí thủ môn.
Anh đến từ một gia đình thể thao; cha của anh Peter đã giành huy chương vàng môn bóng ném tại Thế vận hội Olympic 1980 và mẹ của anh, Christina, cũng là một vận động viên môn bóng ném, đã giành được huy chương bạc tại Thế vận hội Mùa hè 1976 và đồng tại Thế vận hội 1980.

## Thống kê sự nghiệp

### Câu lạc bộ
Nguồn:
| Câu lạc bộ          | Mùa giải            | Giải đấu            | Giải đấu | Giải đấu  | Cúp     | Cúp       | Châu lục | Châu lục  | Tổng cộng | Tổng cộng |
| Câu lạc bộ          | Mùa giải            | Hạng đấu            | Số trận  | Bàn thắng | Số trận | Bàn thắng | Số trận  | Bàn thắng | Số trận   | Bàn thắng |
| ------------------- | ------------------- | ------------------- | -------- | --------- | ------- | --------- | -------- | --------- | --------- | --------- |
| Werder Bremen       | 1995–96             | Bundesliga          | 15       | 0         | 0       | 0         | 4        | 0         | 19        | 0         |
| Werder Bremen       | 1996-97             | Bundesliga          | 0        | 0         | 0       | 0         | 0        | 0         | 0         | 0         |
| Werder Bremen       | 1997-98             | Bundesliga          | 2        | 0         | 0       | 0         | 0        | 0         | 2         | 0         |
| Werder Bremen       | 1998-99             | Bundesliga          | 28       | 0         | 3       | 0         | 11       | 0         | 42        | 0         |
| Werder Bremen       | 1999-00             | Bundesliga          | 34       | 0         | 4       | 0         | 9        | 0         | 47        | 0         |
| Werder Bremen       | 2000-01             | Bundesliga          | 34       | 0         | 0       | 0         | 0        | 0         | 34        | 0         |
| Werder Bremen       | 2001-02             | Bundesliga          | 34       | 1         | 2       | 0         | 2        | 0         | 38        | 1         |
| Werder Bremen       | Tổng cộng           | Tổng cộng           | 147      | 1         | 9       | 0         | 26       | 0         | 182       | 0         |
| Schalke 04          | 2002-03             | Bundesliga          | 33       | 0         | 3       | 0         | 6        | 0         | 42        | 0         |
| Schalke 04          | 2003-04             | Bundesliga          | 27       | 0         | 2       | 0         | 10       | 0         | 39        | 0         |
| Schalke 04          | 2004-05             | Bundesliga          | 31       | 0         | 5       | 0         | 14       | 0         | 50        | 0         |
| Schalke 04          | 2005-06             | Bundesliga          | 32       | 0         | 2       | 0         | 14       | 0         | 48        | 0         |
| Schalke 04          | 2006-07             | Bundesliga          | 7        | 0         | 2       | 0         | 2        | 0         | 11        | 0         |
| Schalke 04          | Tổng cộng           | Tổng cộng           | 130      | 0         | 14      | 0         | 46       | 0         | 190       | 0         |
| Hamburger SV        | 2006–07             | Bundesliga          | 17       | 0         | 0       | 0         | 0        | 0         | 17        | 0         |
| Hamburger SV        | 2007-08             | Bundesliga          | 34       | 0         | 4       | 0         | 10       | 0         | 48        | 0         |
| Hamburger SV        | 2008-09             | Bundesliga          | 34       | 0         | 5       | 0         | 14       | 0         | 53        | 0         |
| Hamburger SV        | 2009-10             | Bundesliga          | 34       | 0         | 2       | 0         | 13       | 0         | 49        | 0         |
| Hamburger SV        | 2010-11             | Bundesliga          | 30       | 0         | 1       | 0         | 0        | 0         | 31        | 0         |
| Hamburger SV        | Tổng cộng           | Tổng cộng           | 149      | 0         | 12      | 0         | 37       | 0         | 198       | 0         |
| New York Red Bulls  | 2011                | Major League Soccer | 11       | 0         | 0       | 0         | 3        | 0         | 14        | 0         |
| New York Red Bulls  | Tổng cộng           | Tổng cộng           | 11       | 0         | 0       | 0         | 3        | 0         | 14        | 0         |
| Tổng cộng sự nghiệp | Tổng cộng sự nghiệp | Tổng cộng sự nghiệp | 437      | 1         | 35      | 0         | 112      | 0         | 584       | 1         |

## Danh hiệu
- Bundesliga: Á quân 1994-95, 2004-05
- DFB-Pokal: 1993-94, 1998-99; Á quân 1999-2000, 2004-05
- DFB-Ligapokal: 2005; Á quân 1999, 2002
- Emirates Cup: 2008, 2011